# Østrigske Rigskreds
Den Østrigske Rigskreds (tysk: Österreichischer Reichskreis) var en rigskreds, der blev oprettet i det tysk-romerske rige i 1512. Rigskredsen forsvandt, da riget blev nedlagt i 1806.

## Geografi
Rigskredsen bestod af flere geografiske områder.
Den største del var et sammenhængende område mod sydøst. Dette område bestod af Østrig (undtagen Fyrstærkebispedømmet Salzburg) og Slovenien samt tilgrænsende områder i det nordøstlige Italien.
Den mindre del var Vorderösterreich (de østrigske forlande), der lå i nutidens Tyskland og Frankrig. Vorderösterreich var en række spredte områder, fortrinsvis i Schwaben, Baden-Württemberg og Elsass.

## Arvelande og kirkelige stater
Størstedelen af rigskredsen hørte til de østrigske arvelande. Der var også en række fyrstbispedømmer og andre kirkelige stater. I perioder var der også verdslige småstater.